# Below Deck Down Under
Below Deck Down Under är en amerikansk realityserie vars första säsong hade premiär den 17 mars 2022. Första säsongen bestod av 17 avsnitt. Den andra säsongen hade premiär den 17 juli 2023. Seriens tredje säsong hade premiär den 3 februari 2025. Serien är en spinoff på Below Deck som hade premiär 2013.

## Handling
Serien kretsar kring kapten Jason Chambers och hans besättning som arbetar på en lyxyacht i nordöstra Australien.

## Medverkande (i urval)
- Jason Chambers
- Ryan McKeown
- Nate Post
- Aesha Scott
- Tumi Mhlongo
- Magda Ziomek